# Sjuhundra landskommun
Sjuhundra landskommun var en tidigare kommun i Stockholms län. 

## Administrativ historik
Sjuhundra kommun bildades vid kommunreformen 1952 genom en sammanläggning av de tidigare kommunerna Fasterna, Husby-Lyhundra, Rimbo, Rö och Skederid.
Samtidigt tillfördes från Rimbo landskommun Rimbo municipalsamhälle som sedan upplöstes med utgången av 1957. 
År 1967 gick Sjuhundra upp i en nybildad Rimbo landskommun. 
Sedan 1971 tillhör området den då nybildade Norrtälje kommun.
Kommunkod en 1952-1966 var 0206.

### Kyrklig tillhörighet
I kyrkligt hänseende tillhörde kommunen församlingarna Fasterna, Husby-Sjuhundra, Rimbo, Rö och Skederid.

## Kommunvapnet
Blasonering: Sköld kluven av rött och silver, vartdera fältet med en utåtvänd och nedåtriktad vinge ovan åtföljd av en ros, av motsatta tinkturer.
Motivet bygger på vapnet för den så kallade Finstaätten och fastställdes av Kungl Maj:t 1959. 1967-1970 återanvändes det av Rimbo kommun.

## Geografi
Sjuhundra landskommun omfattade den 1 januari 1952 en areal av 337,42 km², varav 308,27 km² land. Efter nymätningar och arealberäkningar färdiga den 1 januari 1955 omfattade landskommunen den 1 januari 1961 en areal av 337,43 km², varav 310,46 km² land.

### Tätorter i kommunen 1960
I Sjuhundra landskommun fanns tätorten Rimbo, som hade 1 682 invånare den 1 november 1960. Tätortsgraden i kommunen var då 32,5 procent.

## Politik

### Mandatfördelning i valen 1950-1962
|  | 21 | 7 | 8 | 3 |

| 38 |

|  | 21 | 6 | 7 | 5 |

| 38 |

|  | 20 | 8 | 5 | 6 |

| 38 |

| 2 | 20 | 9 | 5 | 4 |

| 36 |